# فريدريك إتش برنس
فريدريك إتش برنس (بالإنجليزية: Frederick H. Prince)‏ هو تاجر أسهم أمريكي، ولد في 1859، وتوفي في 3 فبراير 1953.